# Vyznání (album)
Vyznání je jednadvacáté studiové album Hany Zagorové. Nahráno bylo ve studiu Vyžlovka a vyšlo roku 2014. Album vydalo vydavatelství Supraphon. Na toto album si sama interpretka napsala tři texty. 

## Seznam skladeb
| Vyznání        | Vyznání                                                                   | Vyznání |
| Pořadí         | Název                                                                     | Délka   |
| -------------- | ------------------------------------------------------------------------- | ------- |
| 1.             | Mít tě ráda (J'te mentirais) (Patrick Bruel, Hana Zagorová)               | 04:04   |
| 2.             | Rande u Zdi nářků (Księżniczka) (Sylwia Grzeszczak, Václav Kopta)         | 03:14   |
| 3.             | Náš Rubikon (Petr Malásek, Václav Kopta)                                  | 03:44   |
| 4.             | S tebou (Radek Banga, Radek Banga)                                        | 03:10   |
| 5.             | Můj chlap (Mon mec a moi) (François Bernheim, Hana Zagorová)              | 04:08   |
| 6.             | Už nemám křídla (Je ne suis qu'une chanson) (Diane Juster, Hana Zagorová) | 05:27   |
| 7.             | První (Jiří Zmožek, Václav Kopta)                                         | 03:20   |
| 8.             | Už jen to hezký (Vítězslav Hádl, Eduard Krečmar)                          | 03:52   |
| 9.             | Beethoven (Karel Vágner, Pavel Žák)                                       | 02:53   |
| 10.            | Když máme pat (Jiří Březík, Jiří Březík)                                  | 03:55   |
| 11.            | Bleriot (Jiří Hradil, Márdi)                                              | 03:28   |
| 12.            | Deburau (Petr Malásek, Ľubomír Feldek)                                    | 04:30   |
| Celková délka: | Celková délka:                                                            | 45:45   |

## Hudební aranžmá
- Producent: Luboš Kříž
- Hudební a výkonná produkce: Daniel Hádl
- Výkonná produkce: Jan Adam

- Zpěv: Hana Zagorová

- Ondřej Hájek - klavír
- Tomáš Kapek - bicí
- Jiří Dvořák - baskytara
- Peter Binder - kytary
- Šimon Marek - violoncello
- Jan Sochor - akordeon